# Ärligbo
Ärligbo är en by i Nora socken, Heby kommun, Uppland.
Ärligbo omtalas i dokument första gången 1366 ("j ærlenabodum") då Jöns i Torp bytte till sig 42 penningland och en kvarn i Ärligbo av Tidekin i Torp. 1377 sålde Bengt Persson i Ärligbo 19 penningland jord i "Hakawreten" och en urfjäll i en äng till sin granne Kettilbjörn. Under 1500-talet omfattar Ärligbo 1 mantal skatte om 5 öresland och 8 penningland. Ärligbo ägde vid storskiftet 1769 skog och utmark gemensamt med Torp i Nora och Disebo i Östervåla socken, så byarna har troligen ett gemensamt ursprung, Troligen är Ärligbo och Disebo avsöndringar från Torp. Förleden i bynamnet är det fornsvenska kvinnonamnet Ærløgh.
Bland bebyggelser på ägorna märks Erk-Anders eller Storstun, tidigare även Västerstun är en av gårdarna i byn. Orsaken till väderstrecket väster är oklart. Gården ligger i den östra delen av Ärligbo, så även före laga skifte. Madams är ett torp väster om byn. Har bodde i slutet av 1800-talet en gumma kallad Madam, en sömmerska och stort original. Norrgården, förr även Norrstun är den norra gården i byn. Ol-Ols är en annan av gårdarna i byn.